# Condado de Washington (Idaho)
El condado de Washington (en inglés: Washington County), fundado en 1879, es uno de los 44 condados del estado estadounidense de Idaho. En el año 2000 tenía una población de 9.977 habitantes con una densidad poblacional de 2.6 personas por km². La sede del condado es Weiser.

## Geografía
Según la Oficina del Censo, el condado tiene un área total de 3816 km² (1473,4 mi²), de la cual 3799 km² (1466,8 mi²) es tierra y 17 km² (6,6 mi²) (1.17%) es agua.

### Condados adyacentes
- Condado de Adams - norte
- Condado de Gem - este
- Condado de Payette - sur
- Condado de Malheur - suroeste
- Condado de Baker - oeste

### Carreteras
- - US 95
- - SH-71

## Demografía
En el 2000 la renta per cápita promedia del condado era de $30,625, y el ingreso promedio para una familia era de $35,542. En 2000 los hombres tenían un ingreso per cápita de $27,222 versus $18,053 para las mujeres. El ingreso per cápita para el condado era de $15,464. Alrededor del 13.30% de la población estaba bajo el umbral de pobreza nacional.

## Ciudades
- Cambridge
- Midvale
- Weiser